# Джудит Кранц
Джудит Кранц (на английски: Judith Krantz) е американска писателка на бестселъри в жанра романс.

## Биография и творчество
Джудит Тарчър Кранц е родена на 9 януари 1928 г. в Ню Йорк, САЩ, в богатото еврейско семейство на Джак Дейвид и Мария Брийгър. Баща ѝ е рекламен директор, а майка ѝ е адвокат. Има сестра – писателката Джеръми Тарчър, и доведена сестра – актрисата-кукловод Шери Люис.
Учи в престижното училище „Бърч Уейтън“, след което се записва в колежа Уелсли, който завършва през 1948 г. След дипломирането си се премества за една година в Париж, където работи като връзки с обществеността в областта на модата. Завръщайки се в Ню Йорк работи като журналистка в модно списание, първо в отдела за градинарство, а след това като моден редактор.
През 4 юли 1953 г. се запознава, а на 19 февруари 1954 г. се омъжва за Стив Кранц, филмов и телевизионен продуцент. Имат двама сина – Тони Кранц и Никълъс Кранц, работещи в кинематографията в Лос Анджелис.
През 1956 г. ражда първия си син и напуска работата си като става журналист на свободна практика. Пише за много списания като „Маклийн“ и „Космополитен“. Кариерата ѝ в журналистиката ѝ дава възможност да интервюира много известни жени.
През 1976 г. заедно с уроците по летене със съпруга си решава да опита да пише роман по негова препоръка и подкрепа. Той е готов за 9 месеца, и романсът „Любов и омраза в Бевърли Хилс“ от поредицата „Скрупули“ е издаден през 1978 г. Той става бестселър №1 в списъка на „Ню Йорк Таймс“ и стартира успешната ѝ писателска кариера. Книгата има неколкократни телевизионни екранизации.
Следващите нейни произведения „Принцеса Дейзи“, „Дъщерята на Мистрал“ и „Ще превзема Манхатън“ също са бестселъри. В тях тя откровено разработва темата за „секс-пари-власт“ и за просперитета на своите героини.
Произведенията на писателката са преведени на 50 езика и са издадени в над 80 милиона екземпляра по света. Общо седем от романите ѝ са адаптирани за телевизията.
Джудит Кранц живее в квартала „Бел Еър“ в Лос Анджелис, където умира на 22 юни 2019 г.

## Произведения

### Самостоятелни романи
- Принцеса Дейзи, Princess Daisy (1980)
- Дъщерята на Мистрал, Mistral's Daughter (1982)
- Ще превзема Манхатън, I'll Take Manhattan (1986)
- До утрото на новата ни среща, Till We Meet Again (1986)
- Блясък, Dazzle (1990)
- Torch Song (1993) – романизация по филма и историята ѝ за него
- Пролетна колекция, Spring Collection (1996)
- Бижутата на Теса Кент, The Jewels of Tessa Kent (1998)

### Серия „Скрупули“ (Scruples)
1. Любов и омраза в Бевърли Хилс, Scruples (1978)
2. Любов и омраза в Бевърли Хилс, продължение, Scruples Two (1992)
3. Любовни двойки, Lovers (1994)

### Сборници
- Selected from Dazzle (1999)

### Документалистика
- Sex and Shopping: The Confessions of a Nice Jewish Girl (2000) – мемоари

### Филмография
- 1980 Scruples – ТВ минисериал
- 1981 Scruples – ТВ филм
- 1983 Princess Daisy – ТВ филм
- 1984 Mistral's Daughter – ТВ минисериал
- 1987 I'll Take Manhattan – ТВ минисериал
- 1989 Till We Meet Again – ТВ минисериал
- 1992 Secrets – ТВ минисериал
- 1993 Torch Song – ТВ филм
- 1995 Dazzle – ТВ филм
- 2012 Scruples – ТВ филм